# Schrotsdorf
Schrotsdorf ist ein Gemeindeteil von Offenhausen im Landkreis Nürnberger Land (Mittelfranken, Bayern). Schrotsdorf liegt in der Gemarkung Offenhausen.

## Lage
Das Dorf liegt im Hammerbachtal am Fuße des Buchenberges. Die Kreisstraße LAU 5 führt nach Offenhausen (1 km südöstlich) bzw. nach Engelthal (1,6 km nördlich).

## Geschichte
Mit dem Gemeindeedikt (frühes 19. Jahrhundert) wurde Schrotsdorf dem Steuerdistrikt Offenhausen und der Ruralgemeinde Offenhausen zugewiesen.

## Ortsbild
Der Ort ist ländlich geprägt. Neben einem alten Ortskern mit sehenswerten, ehemaligen Bauernhöfen entstanden am Ortsrand einige Neubauten. Geschäfte und Gastronomie sind in Schrotsdorf nicht zu finden.

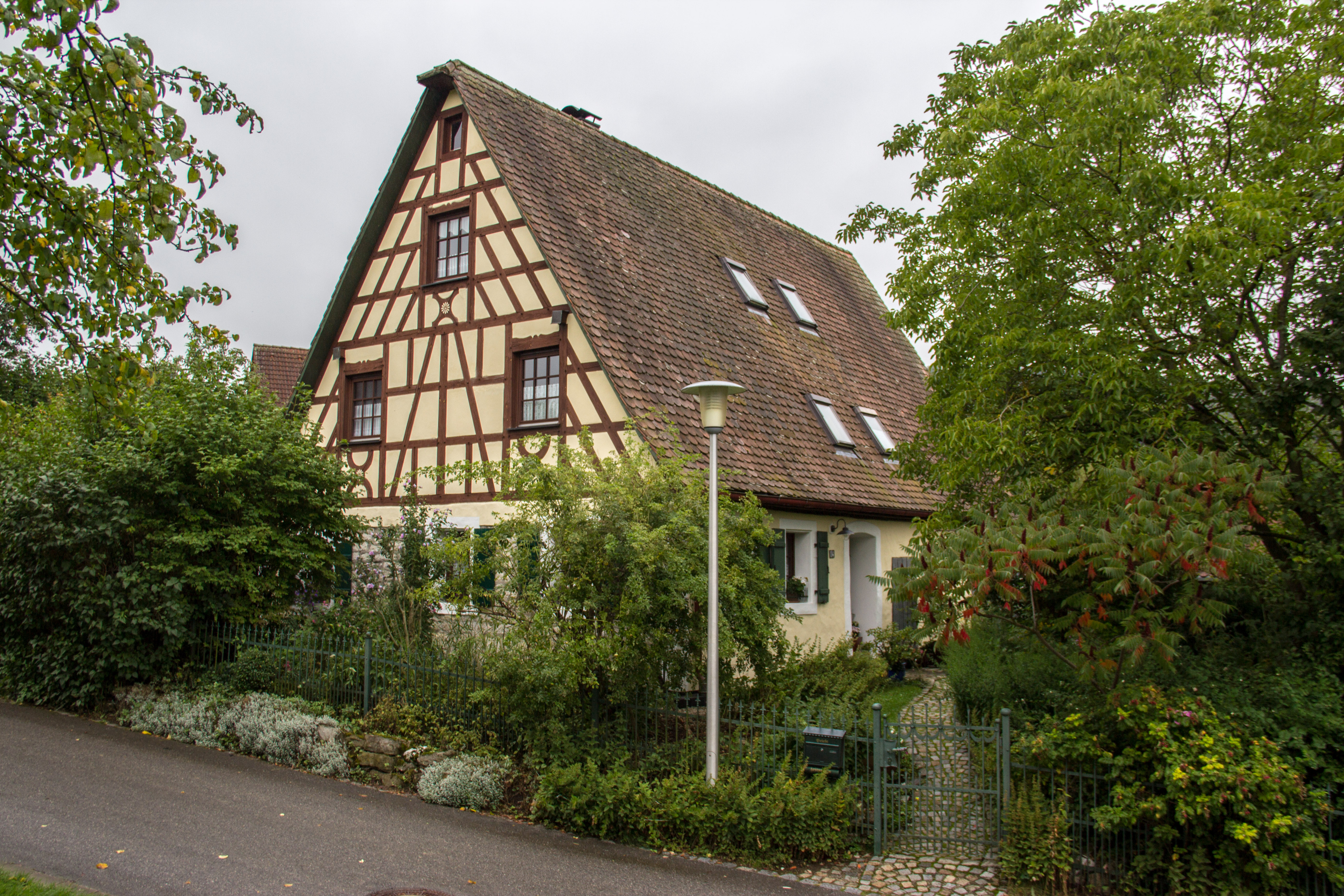
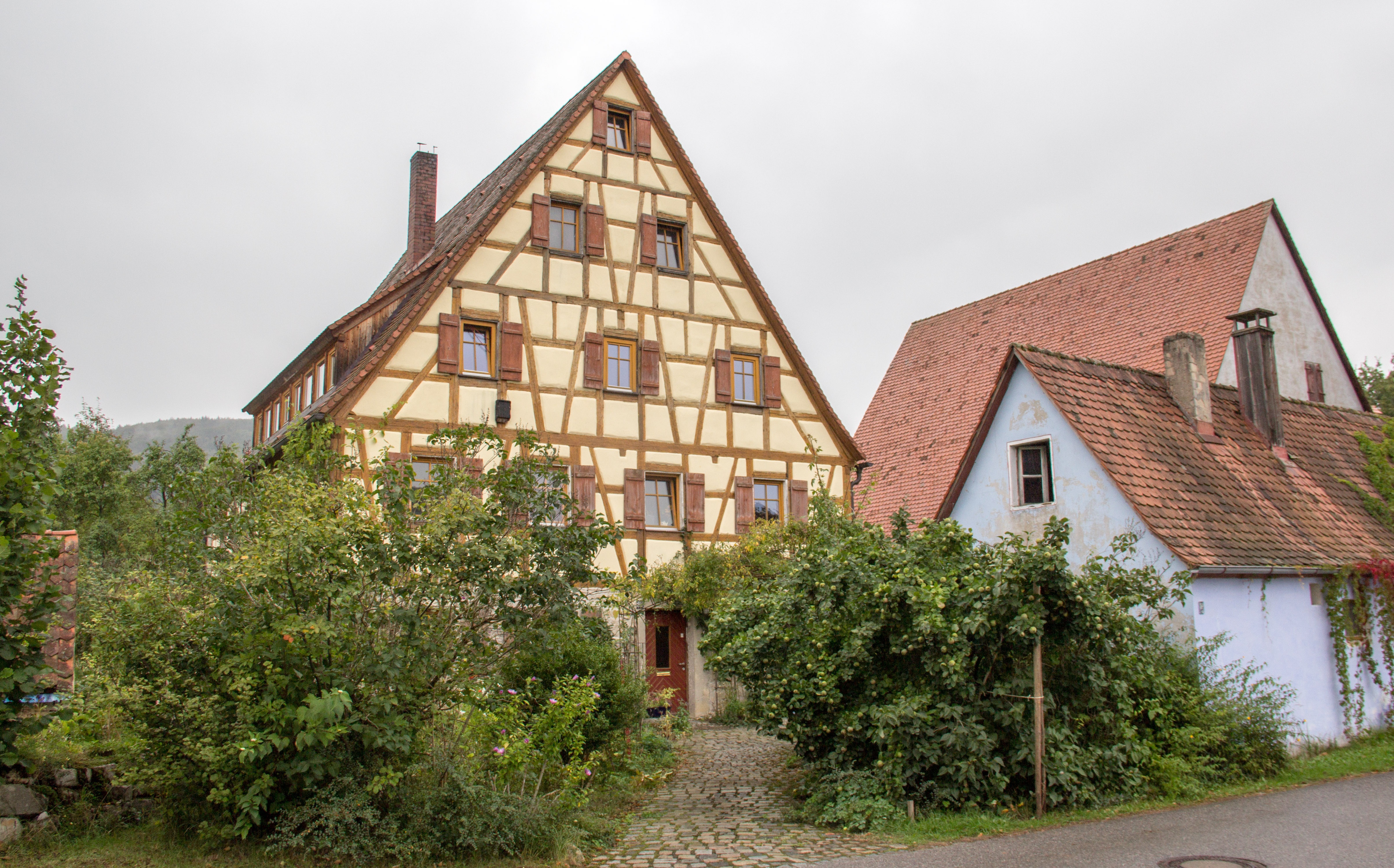
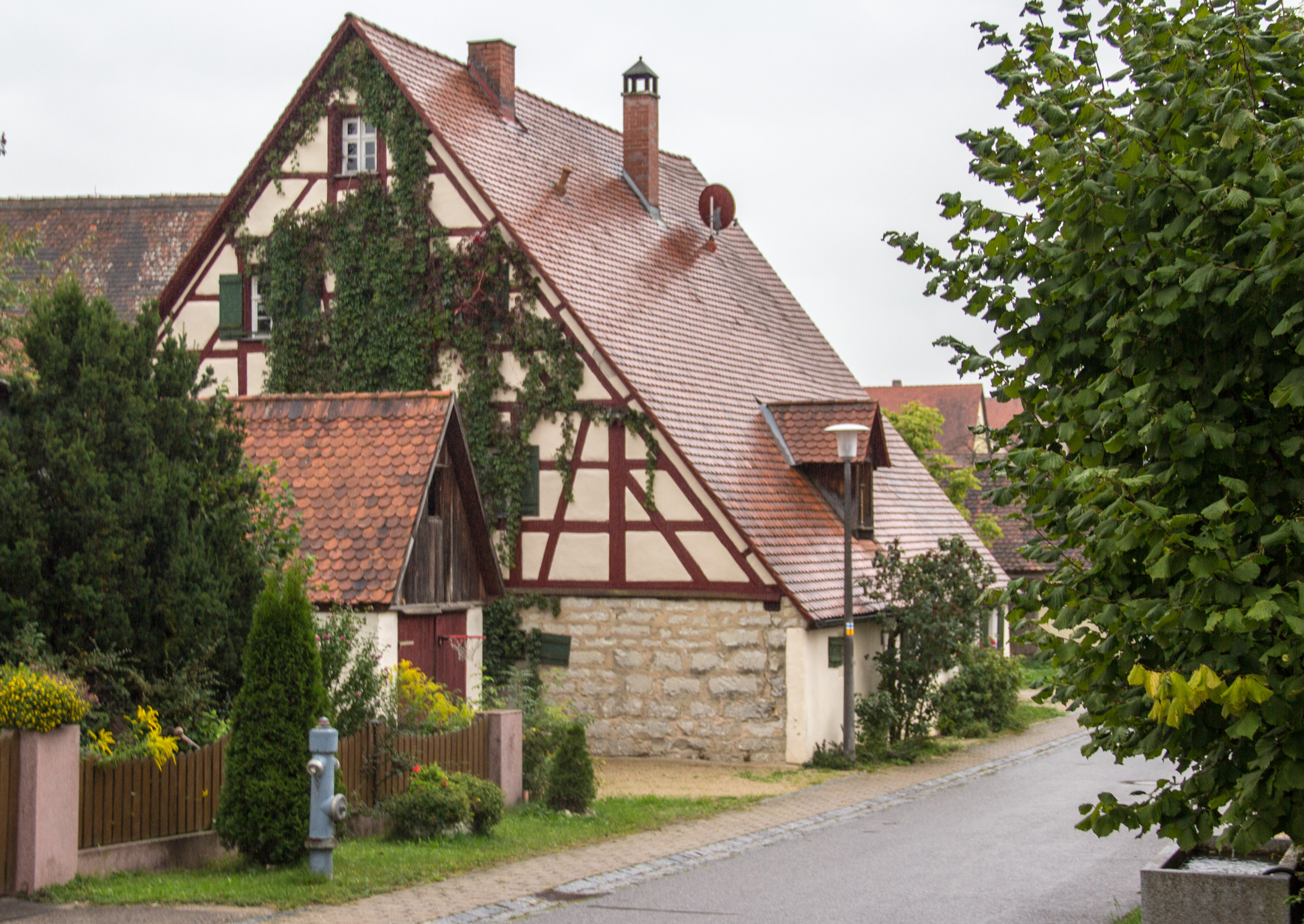